# Počúvadlo
Počúvadlo (1927–1948 slowakisch „Počuvadlo“; deutsch Pockhaus, ungarisch Bacsófalva – bis 1892 Pocsuvadló) ist eine kleine Gemeinde in der Mitte der Slowakei, mit 85 Einwohnern (Stand 31. Dezember 2024), die zum Okres Banská Štiavnica, einem Kreis des Banskobystrický kraj gehört.

## Geographie
Die Gemeinde liegt im Gebirge Štiavnické vrchy am Bach Počúvadlianský potok, 15 Kilometer südlich von Banská Štiavnica gelegen.

## Geschichte
Počúvadlo wurde zum ersten Mal 1333 als Pocholla schriftlich erwähnt, als sie zur Burg Lewenz gehörte. Ab dem 17. Jahrhundert gehörte die der Schemnitzer Bergbaukammer. 1828 sind 41 Häuser und 250 Einwohner verzeichnet, die in Forstwirtschaft, Bergbau und Köhlerei beschäftigt waren.

## Bevölkerung
| Jahr                | 1994 | 2004     | 2014     | 2024     |
| ------------------- | ---- | -------- | -------- | -------- |
| Anzahl der Personen | 147  | 123      | 95       | 85       |
| Unterschied         |      | −16,32 % | −22,76 % | −10,52 % |

| Jahr                | 2023 | 2024    |
| ------------------- | ---- | ------- |
| Anzahl der Personen | 84   | 85      |
| Unterschied         |      | +1,19 % |

Ergebnisse nach der Volkszählung 2001 (131 Einwohner):
| Nach Ethnie: - 99,24 % Slowaken - 0,76 % Tschechen | Nach Religion: - 62,60 % evangelisch - 26,72 % römisch-katholisch - 7,63 % konfessionslos |

## Sehenswürdigkeiten
- barocke evangelische Kirche von 1771
- Stausee Počúvadlianske jazero nördlich der Gemeinde, gehört zur Gruppe der tajchy (deutsch Teich)
- Ausgangspunkt für den Berg Sitno (1009 m n.m.)